# Hardiness
Hardiness (engl. für ‚Widerstandsfähigkeit‘) bezeichnet einen Persönlichkeitsfaktor, der Menschen trotz großer Belastungen und kritischer Lebensereignisse vor Krankheit zu schützen vermag. Dabei steht der individuelle Umgang mit Stressoren im Vordergrund. Der Begriff wurde 1979 von Suzanne C. Kobasa eingeführt.

## Komponenten
- Commitment (Engagement und Selbstverpflichtung): Damit ist das Bestreben einer Person gemeint, sich selbst mit allem, was sie tut oder was ihr begegnet, zu identifizieren und dafür zu engagieren. Commitment ist das Gegenteil von Passivität und Vermeidungsverhalten und bedeutet Neugier auf das Leben und eine hohe Motivation, etwas zu bewerkstelligen und zu verwirklichen.

- Control (Kontrolle): Damit ist das Gegenteil von Hilflosigkeit gemeint. Personen mit hoher Kontrolle glauben, Einfluss auf den Lauf der Ereignisse ihrer Erfahrung nehmen zu können. Sie erleben Ereignisse nicht als etwas Fremdes, sie Überwältigendes, weil sie sehen, dass ihnen verschiedene Möglichkeiten der Reaktion und Entscheidung zur Verfügung stehen.

- Challenge (Herausforderung) meint schließlich, dass Veränderungen nicht als Bedrohung, sondern als positive Chance wahrgenommen werden. Wandel und Veränderung gehören für solche Menschen zum Leben, und sie sehen darin eher eine Gelegenheit für neue Erfahrungen und Anreiz zu weiterem Wachstum denn eine Bedrohung ihrer Sicherheit und Stabilität. Schwierigkeiten werden dabei als Anlass genommen, daraus zu lernen.

## Kritik
Der Begrifflichkeit folgend, bedeutet Hardiness die Eigenschaft einer Person, Stresssituationen sachlich und problemorientiert zu bearbeiten, während Gefühle dabei unbeachtet bleiben. Kritikern zufolge bedeutet dies eine unzureichende Bearbeitung der Gesamtsituation. Zwar könne in der Situation akuten Stresses die Handlungsfreiheit beibehalten werden (vgl. Akute Belastungsreaktion), dennoch enthebe dies nicht von der Notwendigkeit einer Nachbearbeitung bislang unterdrückter Gefühle. 
Das zugrunde liegende Konzept ist auch wegen seiner Breite und aufgrund von Schwierigkeiten, die sich bei der Messung ergeben, umstritten.
Es sei auf die konzeptionellen Überschneidungen zu Konstrukten der Resilienz oder des Kohärenzgefühls (sense of coherence, in Bezug auf die Salutogenese) hingewiesen.